# Irma Hildebrandt

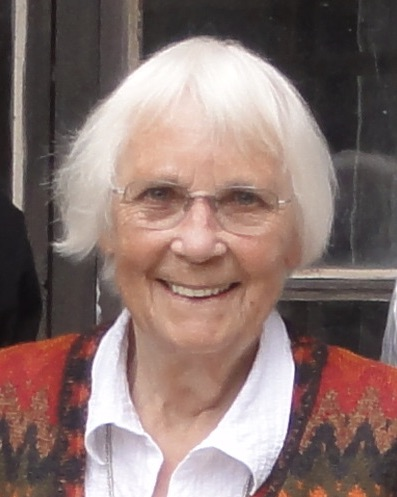
Irma Hildebrandt (1935–2022), Schweizer Schriftstellerin

Irma Hildebrandt (* 17. Juni 1935 in Hergiswil/Schweiz; † 9. März 2022 in Luzern) war eine Schweizer Schriftstellerin. Neben Biografien und Essays schrieb sie Kurzprosa, Lyrik und Hörspiele.

## Leben
Geboren am 17. Juni 1935 in Hergiswil/Schweiz wuchs Irma Hildebrandt, geb. Bucher, in Luzern auf. Nach einer Lehrerausbildung am Seminar in Luzern studierte sie Germanistik (u. a. bei Emil Staiger) und Romanistik in Zürich. Durch Heirat mit Helmut Thor Laux, Dozent am Gesamteuropäischen Studienwerk Vlotho, zog sie nach Norddeutschland. Als Mutter von vier Kindern (geb. zwischen 1958 und 1963), engagierte sie sich in der schulischen und ausserschulischen Bildungsarbeit und baute die Jugendkunstschule Vlotho mit auf; von 1980 bis 1985 war sie Erste Vorsitzende, lange Jahre leitete sie die Kindertheatergruppe, für die sie auch Theaterstücke schrieb. Nach dem Tod ihres Mannes studierte sie an der Universität Bielefeld deutsche Literatur, Soziologie und Theaterpädagogik. 1977 heiratete sie den Soziologen Walter Hildebrandt, mit dem sie auch zwei gemeinsame Bücher schrieb. Ab 2006 lebte sie bis zu ihrem Tod wieder in der Schweiz.

## Schaffen
Seit 1979 war Irma Hildebrandt publizistisch tätig, von 1983 bis 2020 als verantwortliche Redakteurin der Zeitschrift „Frau und Kultur“. Als Mitglied der Schriftstellervereinigung PEN, der Europäischen Autorenvereinigung Die Kogge e.V. und des Künstlerinnenvereins GEDOK, engagierte sie sich von 1986 bis 1996 als Bundesfachbeirätin und Literaturpreis-Jurorin. Die Autorin und Redakteurin lebte von 1957 bis 2006 in Vlotho an der Weser, von 2006 bis zu ihrem Tod 2022 in Luzern. Dort war sie Mitglied im Innerschweizer Schriftstellerinnen- und Schriftstellerverein ISSV. Neben Biografien und Essays schrieb sie Kurzprosa, Lyrik und Hörspiele. Mehrere Sachbücher, ausgewählte Biographien und einige Lyrikbände wurden ins Spanische, Französische, Englische und Japanische übersetzt; sie erhielt diverse Auszeichnungen für Kurzprosa und Lyrik.

## Auszeichnungen
- 1986: 1. Tuttlinger Literaturpreis
- 1989: IVG-Journalistenpreis, Köln (für Kurzgeschichten)
- 1990: Luzerner Werkbeitrag (für den Lyrikband Curtidas Pieles de Aňos / Gegerbte Jahreshäute)
- 1991: 1. Lyrikpreis EG-Frauen, Luxemburg
- 1992: Auszeichnung durch das Westfälische Literaturbüro Detmold (Gedichte zum Werk Philipp Nicolais)
- 1995: Lyrikpreis des II Concorso Internazionale di Poesia, Sannio / Italien (Diploma di Merito Speciale)
- 1997: Erzählpreis des Ostdeutschen Kulturrates, Bonn (Kurzgeschichte Das Holzpferdchen, veröffentlicht in: Kulturpolitische Korrespondenz 65–97)
- 1999: Lyrikpreis der Rauner-Stiftung Bochum (für den Gedichtband Innenhöfe)
- 2009: Literaturpreis, 11. Berner Lyrikwettbewerb (Gedicht Stellprobe, in: Stauffacher Buchhandlungen)
- 2015: ISSV Kurzgeschichten-Wettbewerb (Beitrag: 1943 im Grauen Haus, veröffentlicht in:  “Gestern. Kindheit in der Innerschweiz”)
- 2017: Auszeichnung «600 Jahre Niklaus von Flüe» (für szenischen Dialog Niklaus und Dorothee)

## Werke
Selbständige Veröffentlichungen
- Warum schreiben Frauen? Befreiungsnotstand, Rollenhader, Emanzipation im Spiegel der modernen Literatur. Herder Verlag, Freiburg/Br.1980.
- In der Fremde zu Hause? Begegnungen mit Emigranten und Flüchtlingen in der Schweiz. Herder Verlag, Freiburg/Br. 1982.
- Vom Eintritt der Frau in die Literatur. Schreibend das Leben bewältigen. Profil Verlag, München 1983.
- Es waren ihrer Fünf. Die Brüder Grimm und ihre Familie. Diederichs Verlag, Köln 1984 (japan. Übers.)
- mit W.Hildebrandt: Leben aus der Kraft der Stille. Herder Verlag, Freiburg/Br. 1986.
- Zwischen Suppenküche und Salon. 18 Berlinerinnen. Diederichs Verlag, Köln 1987.
- Im tück’schen Eichendorffschen Frieden. Gedichte. Waldkircher Verlag, Waldkirch 1988.
- Gegerbte Jahreshäute / Curtidas pieles de aňos. (Gedichte span./dt.) Todtmann Editores, Caracas / Venezuela, 1988.
- Bin halt ein zähes Luder. 15 Münchner Frauenporträts. Diederichs Verlag, München 1990.
- mit W.Hildebrandt: Leipzig auf den zweiten Blick. Forum Verlag, Leipzig 1992.
- Die Frauenzimmer kommen. 15 Zürcher Porträts. Diederichs Verlag, München 1994.
- Wege wohin. Gedichte. Rospo Verlag, Hamburg 1994.
- Hab’ meine Rolle nie gelernt. 15 Wiener Frauenporträts. Diederichs Verlag, München 1996.
- Dreizehn schwarze Katzen. Gedichte. Alfelder Bücher Compagnie, 1997.
- Provokationen zum Tee. 18 Leipziger Frauenporträts. Diederichs Verlag, München 1998.
- Innenhöfe. Gedichte. Grupello Verlag, Düsseldorf 2000.
- Tun wir den nächsten Schritt. 18 Frankfurter Frauenporträts. Diederichs Verlag, München 2000.
- Weser-Wasserstandsmeldungen. Notizen und Gedichte. Göttert Verlag, Diepenan 2000.
- Worte für Orte. Zu Konsonanzen einer nächtlichen Begegnung von Sprache, Lichtbild und Musik. Gedichte. Kunststation Vlotho 2001.
- Frauen, die Geschichte schrieben. 30 Frauenporträts von Maria Sibylla Merian bis Sophie Scholl. Hugendubel Verlag, Kreuzlingen 2002.
- Zwischen Suppenküche und Salon. Zweiundzwanzig Berlinerinnen. Hugendubel Verlag, Kreuzlingen 2002.
- Immer gegen den Wind. 18 Hamburger Frauenporträts. Hugendubel Verlag, Kreuzlingen 2003.
- Mutige Frauen. 30 Porträts aus fünf Jahrhunderten. Piper Verlag, Zürich 2005.
- Frauen mit Elan. 30 Porträts von Rosa Luxemburg bis Doris Dörrie. Piper Verlag, Zürich 2005.
- Mutige Schweizerinnen. 18 Porträts von Johanna Spyri bis Liselotte Pulver. Piper Verlag, Zürich 2006.
- Große Frauen. Porträts aus fünf Jahrhunderten. Piper Verlag, Zürich 2008.

Herausgabe
- mit Renate Massmann: Ich schreibe, weil ich schreibe. Autorinnen der GEDOK. Eine Dokumentation. Weise’s Hofbuchhandlg, Stuttgart 1990.
- mit Eva Zeller: Das Kind, in dem ich stak. S.Fischer Verlag, Frankfurt/M. 1991.

Unselbständige Veröffentlichungen
- zahlreiche Beiträge in Prosa- und Lyrik-Anthologien, Essay-Sammlungen und Zeitschriften (in Deutschland, Schweiz, Frankreich, Italien, sowie Namibia, Japan und Venezuela).
- seit 1983: diverse Artikel und Gedichte in: Frau und Kultur, Essen
- Vater und ich, H. Häsing, I. Mues (Hg.). Frankfurt/M. 1993.
- Und wenn ich dich liebe, H. Häsing, I. Mues (Hg.). Frankfurt/M. 1995.
- Orte hinterlassen Spuren, in: B. Labs-Ehlert, Bielefeld 1994.
- P.E.N.-Anthologie. Schweizer P.E.N.-Zentrum. Zürich 1998.
- Grenzenlos, in: F. Deppert, H.E. Käufer (Hg.): Kogge-Anthologie. Siegburg 1998.
- Interspace, in: Jacqueline Ollier (Hg.), Université de Nice, 1992 (Übersetzung ausgewählter Gedichte ins Französische)

Hörfunk
- Morgengrauen. Hörspiel (Schweizer Radio DRS 1989; Deutschlandfunk DLF 1990)
- Lyrik (Westdeutscher Rundfunk WDR, 1998)